# Stanisław Śliwieński
Stanisław Śliwieński (ur. 22 stycznia 1872 w Gorlicach, zm. 20 czerwca 1946 we Francji) – doktor praw, generał brygady Wojska Polskiego.

## Życiorys
Urodził się 22 stycznia 1872 roku w Gorlicach, ówczesnym mieście powiatowym Królestwa Galicji i Lodomerii, w rodzinie Michała i Anieli z Krementowskich. Uczęszczał do gimnazjum w Jaśle. Działał w tajnym ruchu niepodległościowym na obszarze Galicji. Ukończył studia prawnicze na Uniwersytecie Lwowskim. Od 1898 roku pełnił służbę w audytoriacie cesarskiej i królewskiej armii, w sądach wojskowych w Hrubieszowie, Lublinie, Przemyślu i Lwowie.
Od 22 listopada 1918 roku w Wojsku Polskim, w służbie sprawiedliwości. W kwietniu 1919 roku stawił się w Sądzie Polowym we Lwowie. W latach 1919–1921 był szefem Ekspozytury Sądu Wojskowego Okręgu Generalnego Lwów w Przemyślu. 24 czerwca 1920 roku został zatwierdzony z dniem 1 kwietnia 1920 roku w stopniu podpułkownika, w Korpusie Sądowym, w grupie oficerów z byłej armii austro-węgierskiej. 26 marca 1921 roku został zatwierdzony z dniem 1 kwietnia 1920 roku w stopniu pułkownika, w Korpusie Sądowym, w grupie oficerów z byłej armii austro-węgierskiej. 3 maja 1922 roku został zweryfikowany w stopniu pułkownika ze starszeństwem z dniem 1 czerwca 1919 roku i 3. lokatą w korpusie oficerów sądowych, a jego oddziałem macierzystym był Departament IX Sprawiedliwości Ministerstwa Spraw Wojskowych w Warszawie. 16 marca 1927 roku Prezydent RP Ignacy Mościcki mianował go generałem brygady ze starszeństwem z dniem 1 stycznia 1927 roku i 18. lokatą w korpusie generałów. 12 lutego 1923 roku Prezydent RP Stanisław Wojciechowski mianował go sędzią w Najwyższym Sądzie Wojskowym w Warszawie.
Z dniem 31 marca 1930 roku został przeniesiony w stan spoczynku.
W czasie II wojny światowej znalazł się we Francji. Pozostał tam jako osoba cywilna. Zmarł 20 czerwca 1946 we Francji i został pochowany w Aix-les-Bains.

## Ordery i odznaczenia
- Złoty Krzyż Zasługi (10 listopada 1928)[21][15]